# Wii
La Wii és una consola de videojocs de sobretaula desenvolupada i comercialitzada per Nintendo. Es va llançar el 19 de novembre de 2006 a Amèrica del Nord, el 2 de desembre de 2006 al Japó i el 8 de desembre de 2006 a Europa. És la cinquena consola de videojocs de sobretaula principal de Nintendo, llançada després de la GameCube, i és una consola de setena generació juntament amb la Xbox 360 de Microsoft i la PlayStation 3 de Sony .
El president de Nintendo, Satoru Iwata, es va centrar a atraure a un públic més ampli a través d'una jugabilitat innovadora, en lloc de competir amb Microsoft i Sony en potència computacional bruta. Shigeru Miyamoto i Genyo Takeda van liderar el desenvolupament, que inicialment es va anomenar amb el nom en codi Revolution. La Wii va emfatitzar noves formes d'interacció, particularment a través del seu comandament sense fils, el Wii Remote, que incloïa controls de moviment i podia reconèixer gestos i funcionar com a dispositiu apuntador. La Wii va ser la primera consola de Nintendo amb connectivitat a Internet nativa, que permetia el joc en línia i la distribució digital a través del canal Botiga Wii. També permetia connectar-se sense fil amb la consola portàtil Nintendo DS a determinats jocs. Els primers models eren compatibles amb els jocs i accessoris de GameCube. Nintendo va llançar posteriorment versions més econòmiques: la RVL-101, sense compatibilitat amb GameCube, i la Wii Mini, que va eliminar funcions com la connectivitat en línia i l'emmagatzematge a targetes SD.
A causa de la menor importància que Nintendo va donar a la potència de càlcul, la Wii i els seus jocs eren més barats de produir que els dels seus competidors. La consola va ser extremadament popular en el seu llançament i va escassejar en alguns mercats. Wii Sports, un joc inclòs amb la consola, es va convertir en l’aplicació assassina de la Wii, mentre que noves entregues de les sagues Super Mario, The Legend of Zelda, Pokémon i Metroid van ajudar a augmentar la seva popularitat. En un any, la Wii es va convertir en la consola més venuda de la setena generació i en un fenomen social a molts països. Les vendes totals de la Wii van superar els 101 milions d'unitats, convertint-la en la consola domèstica més venuda de Nintendo fins a ser superada per la Nintendo Switch el 2021. A 2025, és la cinquena consola de sobretaula més venuda de tots els temps.
La popularitat dels jocs amb controls per moviment de la Wii va portar Microsoft i Sony a desenvolupar Kinect i PlayStation Move. La Wii va aconseguir l'objectiu de Nintendo d'atreure un públic més ampli a les consoles de videojocs, però també va alienar els jugadors tradicionals. En un intent de recuperar aquest segment demogràfic clau, Nintendo va llançar la seva següent consola domèstica, la Wii U, el 2012, que va fracassar. La Wii es va deixar de fabricar l'octubre del 2013, tot i que la Wii Mini va continuar la producció durant uns anys, i alguns serveis en línia van funcionar fins al 2019.

## Història

### 2001–2003: Desenvolupament

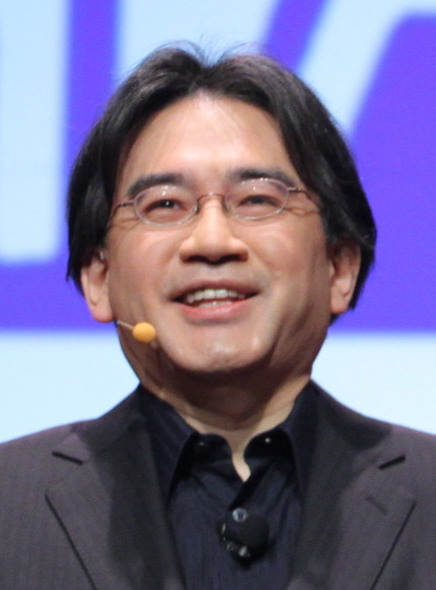
El president de Nintendo⁣, Satoru Iwata, va guiar a l'empresa a dissenyar la Wii per a atraure un públic més ampli.

Poc després del llançament de la GameCube Nintendo va començar el desenvolupament conceptual de la seva següent consola. Segons el dissenyador de jocs Shigeru Miyamoto, l'empresa va decidir d'hora en el desenvolupament no intentar competir en potència computacional, sinó prioritzar noves experiències de joc. Inicialment el projecte es coneixia amb el nom provisional de «GameCube Next» (GCNext o GCN). Nintendo originalment planejava definir el preu de la consola al voltant dels US$100.
Miyamoto va citar els controladors poc convencionals de Dance Dance Revolution com a inspiració per desenvolupar nous tipus de controladors. El 24 de setembre de 2001, Nintendo va començar a col·laborar amb Gyration Inc., una empresa amb múltiples patents en tecnologia de detecció de moviment, per crear prototips de dispositius d'entrada basats en moviment utilitzant les patents de Gyration.
Després de succeir a Hiroshi Yamauchi com a president de Nintendo el maig de 2002, Satoru Iwata va reconèixer que l'empresa s'havia quedat enrere respecte a les tendències de la indústria, especialment en els jocs en línia. També volia que Nintendo desenvolupés maquinari i videojocs que fossin atractius per a tots els grups demogràfics. Estudis de mercat interns revelaven que l'enfocament previ de Nintendo en consoles no convencionals havia fet que desenvolupar jocs per les seves consoles fos més difícil per als desenvolupadors externs, debilitant la seva posició competitiva. Una de les primeres iniciatives importants d'Iwata va ser el desenvolupament de la Nintendo DS, una consola portàtil amb doble pantalla, una de les quals tàctil, per revitalitzar la seva línia de consoles portàtils.
El 2003 Iwata es va reunir amb Miyamoto i Genyo Takeda per discutir l'estratègia de mercat de l'empresa. Va ordenar a Takeda que «s'apartés del full de ruta tecnològic» al disseny de la nova consola, emfatitzant que havia de ser accessible, especialment per a públics no tradicionals, incloses les mares. També volia que la consola tingués compatibilitat amb jocs anteriors de Nintendo per reduir el desordre a la llar. Takeda va liderar el desenvolupament del maquinari, mentre que Miyamoto es va centrar en el disseny d'un nou controlador, aprofitant la tecnologia de detecció de moviment de Gyration. Iwata va proposar utilitzar controls per moviment com a mitjà per simplificar la interfície de joc i ampliar l'atractiu dels videojocs. En sis mesos es va completar un prototip inicial.
La Nintendo DS hauria influït en el disseny de la nova consola. Nintendo va observar que la nova interfície de doble pantalla de la DS havia atret jugadors no tradicionals i pretenia replicar aquest èxit a la seva consola de sobretaula. El dissenyador Ken'ichiro Ashida va recordar: «Teníem la DS al cap mentre treballàvem en la Wii. Vam pensar a copiar la interfície de pantalla tàctil de la DS i fins i tot vam crear un prototip». La idea es va acabar abandonant per evitar la redundància entre els dos sistemes. Miyamoto va comentar més tard: «Si la DS hagués fracassat, potser hauríem tornat a posar la Wii a la taula de dibuix».

### 2004–2005: Anuncis
A la conferència E3 de l'any 2004 Iwata va revelar per primera vegada alguns detalls del projecte sota el seu nou nom en clau, «Revolution», un reflex de la seva creença que la consola revolucionaria la indústria dels videojocs. L'editor de tecnologia de BBC News, Alfred Hermida, va escriure que la lluita de Nintendo per competir amb Sony i Microsoft al mercat de les consoles de sobretaula feia que l'èxit de la consola fos crucial.
La consola, encara anomenada «Revolution», es va presentar formalment al públic a l'E3 el maig de 2005. En aquell moment, el controlador de moviment de la consola encara no estava finalitzat i es va ometre de la presentació. Iwata va sostenir la consola a sobre seu amb una mà per emfatitzar la diferència en la mida en relació amb els seus rivals. La mida reduïda significava un menor consum d'energia i menys producció de calor, i també va ser dissenyada per atraure els pares, que es creia que eren més propensos a permetre el dispositiu a la sala d'estar si era petit i atractiu. L'estètica minimalista de la consola va portar a comparacions amb l'iPod original d'Apple. Iwata suposadament va utilitzar una pila de tres capses de DVD com a referència per a la mida final. El prototip mostrat era negre, però la versió comercial final, llançada l'any següent, només estava disponible en blanc.
El setembre de 2005 Iwata va presentar un prototip del controlador al Tokyo Game Show. En aquell moment, el controlador s'assemblava molt als controladors Wii Remote i Nunchuk finals. Durant la presentació, Iwata va demostrar les capacitats de detecció de moviment del comandament, a més de mostrar un vídeo amb comentaris de desenvolupadors de videojocs com Hideo Kojima i Yuji Horii, que havien provat el controlador i creien que la gent se sentiria atreta per ell.

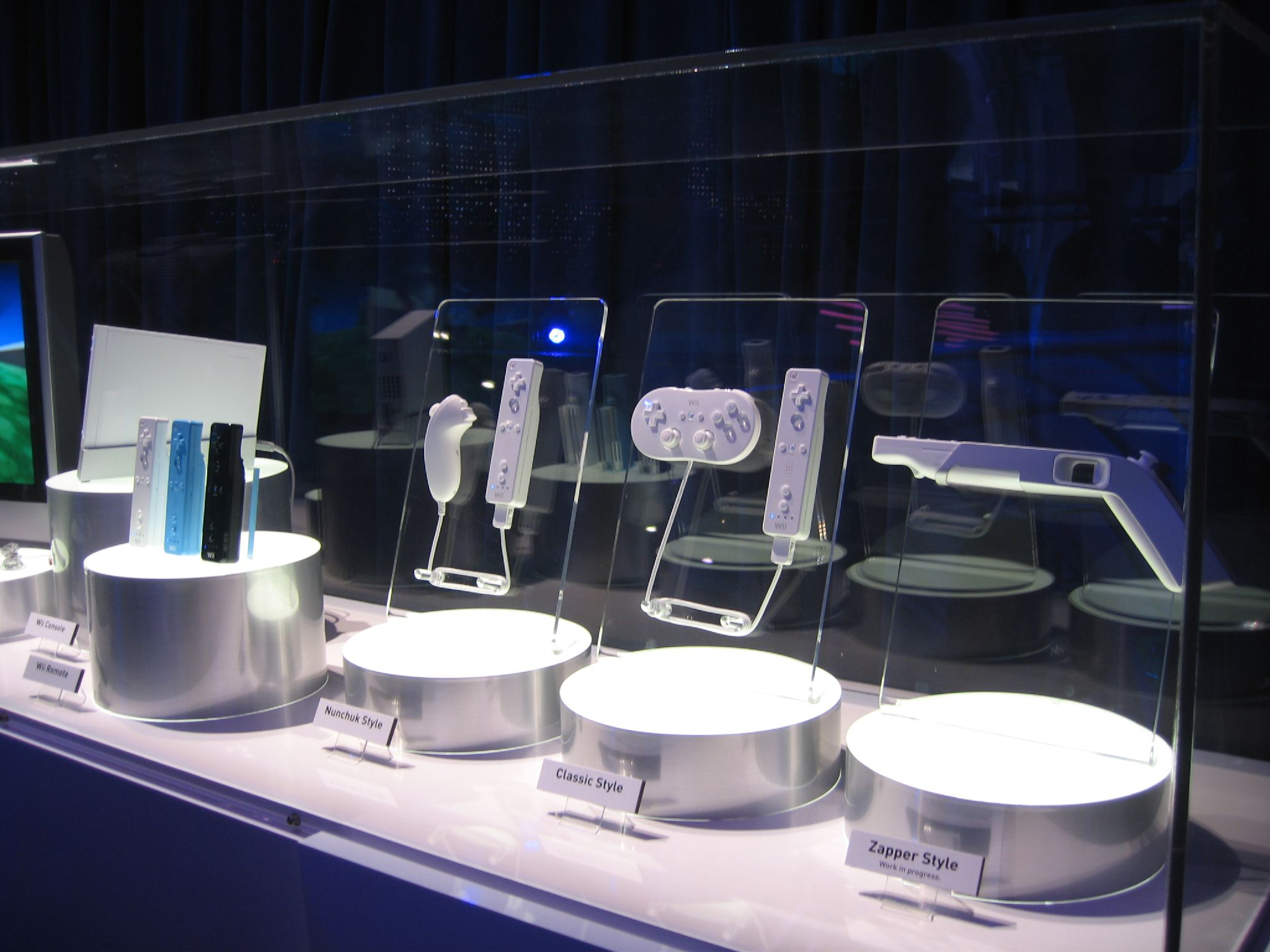
La Wii i diversos perifèrics exposats a l'E3 de 2006

El nom oficial de la consola, «Wii», es va anunciar a l'abril, un mes abans de l'E3 de 2006. L'ortografia estilitzada —amb dues «i» minúscules— es va dissenyar per representar tant dues persones dretes una al costat de l'altra com la parella del comandament de Wii i el Nunchuk. En el seu anunci, Nintendo va explicar: «Wii sona com 'nosaltres', que emfatitza que la consola és per a tothom. Wii pot ser recordat fàcilment per persones de tot el món, independentment de l'idioma que parlin. Sense confusions.», remarcant la semblança del nom de la consola amb la paraula «nosaltres» en anglès, we.
El nom va rebre burles i crítiques generalitzades. Forbes va reportar que els fans de Nintendo temien que el nom perpetués la percepció que Nintendo feia consoles principalment per a nens. BBC News va informar l'endemà de l'anunci del nom que «una llarga llista d'acudits puerils, basats en el nom», havia aparegut a Internet. Alguns desenvolupadors de videojocs i periodistes van expressar preferència pel nom en clau «Revolution». El president de Nintendo of America Reggie Fils-Aimé, per altra banda, va defensar el nom, dient que l'empresa havia triat el nom en lloc de «Revolution» perquè volien una cosa curta, distintiva i fàcilment pronunciable en totes les cultures.
La Wii es va posar a disposició de la premsa per a demostracions a l'E3 del 2006, on Nintendo també va anunciar múltiples jocs de llançament. Al mateix esdeveniment, l'empresa va reafirmar la seva intenció de llançar la consola abans de la fi del 2006.

### 2006–2010: Llançament

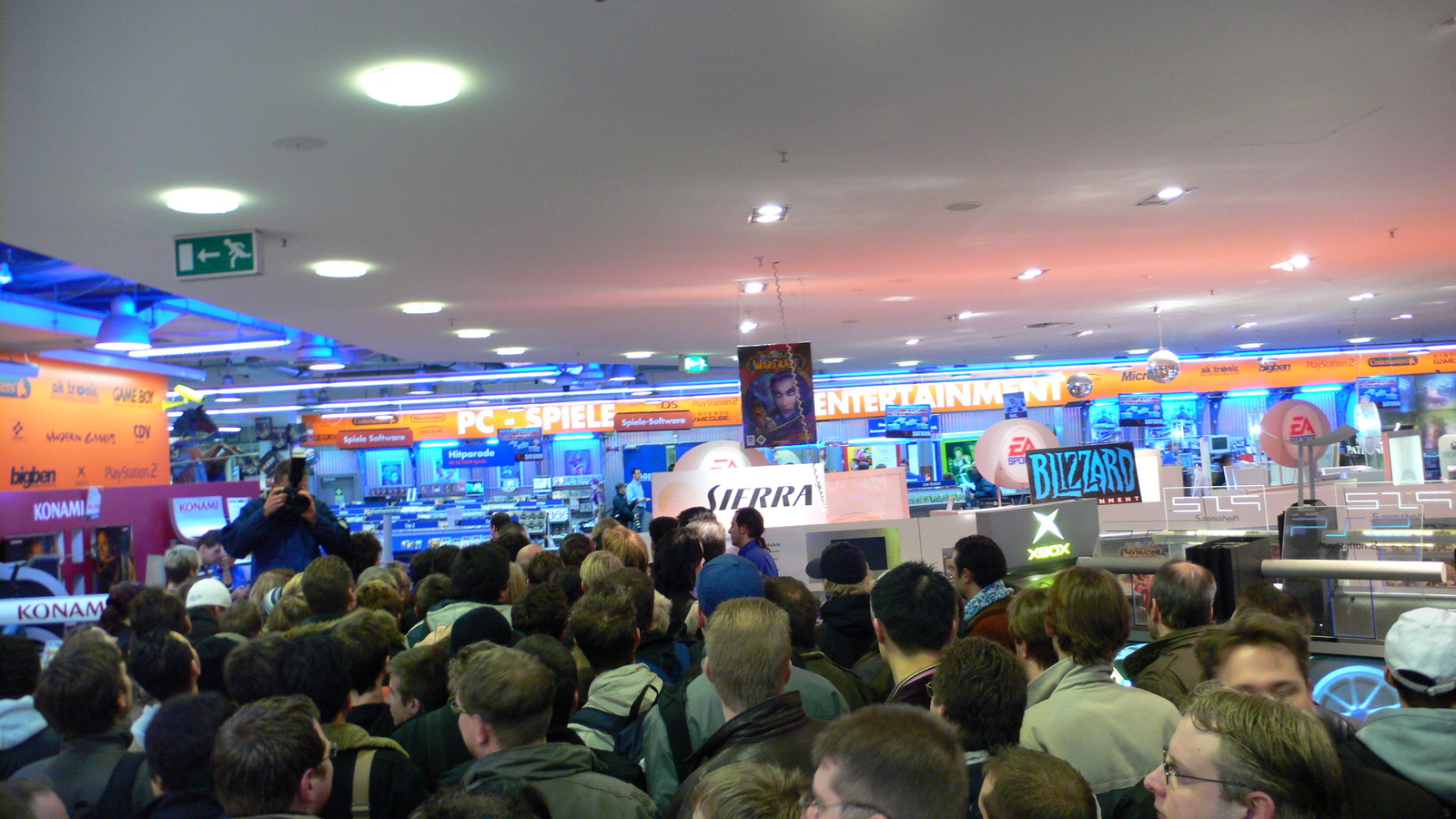
Una multitud es reuneix a Hamburg per comprar una Wii el dia del llançament.

Nintendo va anunciar els plans de llançament i els preus de la Wii el setembre de 2006. La consola es va llançar als Estats Units el 19 de novembre de 2006, amb un preu de US$249,99. Altres dates i preus de llançament regionals van incloure el Japó el 2 de desembre, amb un preu de ¥25.000 (equivalent a 26.092 ¥ el 2019), seguit d'Australàsia el 7 de desembre amb un preu de A$399.95 (equivalent a 592,54 dòlars estatunidencs el 2022), i més tard, al Regne Unit i Europa el 8 de desembre per £179.99 (equivalent a 328,94 £ el 2023) al Regne Unit, amb la major part d'Europa rebent-la amb un preu de 249,99 €. Nintendo tenia com a objectiu tenir al voltant de 30 jocs de Wii disponibles al final del 2006 i preveia que s'enviessin més de 4 milions de consoles abans del final de l'any.
Com a part de la seva campanya de llançament, Nintendo va promocionar la Wii a Amèrica del Nord mitjançant una sèrie d'anuncis de televisió dirigits pel guanyador d'un Oscar Stephen Gaghan, a més d'una campanya d'anuncis a Internet. Llançada el novembre de 2006, la campanya va tenir un pressupost superior als US$200 milions per aquell any.
Aquests anuncis es dirigien a un públic més ampli en comparació amb altres consoles, convidant pares i avis a provar la Wii. L'objectiu de Nintendo era atraure un públic més ampli que els seus competidors de la setena generació. El desembre de 2006, Iwata va declarar que Nintendo no es veia a si mateixa «lluitant contra Sony», sinó que estava centrada en com ampliar el públic dels videojocs. Aquesta estratègia va resultar exitosa, ja que la Wii es va convertir en un fenomen social global durant tot el 2007.
El llançament de la Wii a altres regions va trigar uns quants anys. Va arribar a Sud-àfrica el 30 de setembre de 2007, a Corea del Sud el 26 d'abril de 2008, a Taiwan el 12 de juliol de 2008, a l'Índia el 30 de setembre de 2008, i a Hong Kong el 12 de desembre de 2009. Nintendo havia planejat treballar amb el seu soci de localització, iQue, per a llançar la Wii a la Xina l'any 2008, però no va poder complir els requisits per eludir la prohibició de consoles fabricades a l'estranger imposada pel govern xinès.

### 2011–2014: Successora i discontinuació

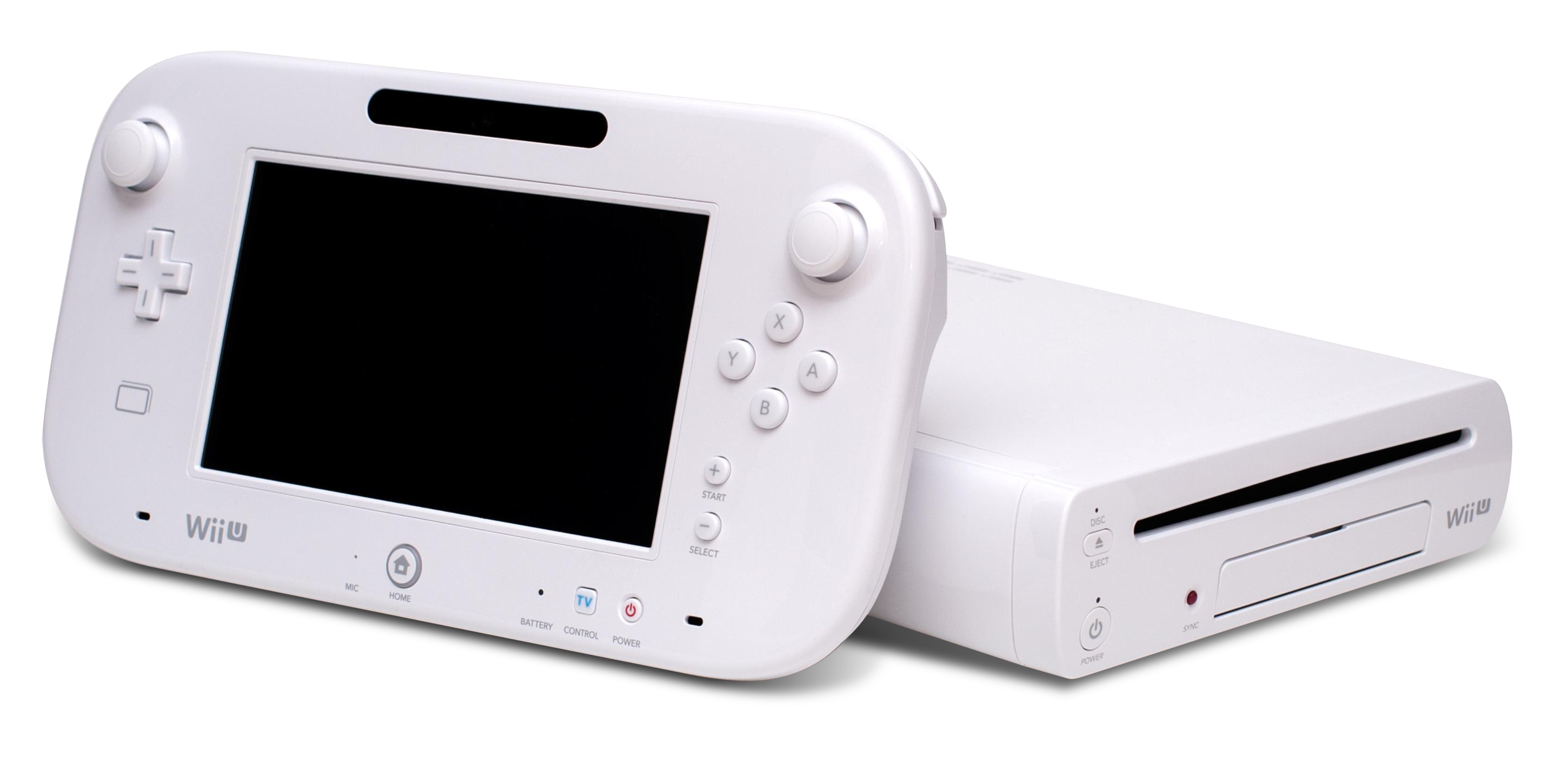
La Wii U, amb el GamePad al davant

Nintendo va anunciar la successora de la Wii, la Wii U, a l'E3 del 2011. Nintendo havia reconegut que la Wii havia estat generalment rebutjada pel públic tradicional de videojocs, ja que era percebuda més com una experiència de joc casual. La Wii U tenia com a objectiu atreure el públic tradicional amb funcions més avançades a sobre de la tecnologia bàsica de la Wii. La Wii U inclou el Wii U GamePad, un controlador amb pantalla tàctil integrada que serveix com a pantalla secundària al costat del televisor i gràfics d'alta definició a 1080p. La Wii U és completament retrocompatible amb jocs i perifèrics de la Wii, incloent-hi el Wii Remote, el controlador Nunchuk i la Wii Balance Board, amb alguns jocs de la Wii U incloent compatibilitat amb aquests dispositius. La Wii U es va llançar el 18 de novembre de 2012 a Amèrica del Nord, el 30 de novembre de 2012 a Europa i Austràlia, i el 8 de desembre de 2012 al Japó.
Nintendo va continuar venent el model revisat de Wii i la Wii Mini juntament amb la Wii U durant el primer any de llançament de la Wii U. Durant l'any 2013 Nintendo va començar a tancar certes funcions en línia de la Wii per a impulsar als consumidors cap a la Wii U com a sistema de substitució o cap a la Wii Mini, tot i que el canal Botiga Wii va continuar disponible. Nintendo va suspendre la producció de la Wii l'octubre de 2013 després de vendre més de 100 milions d'unitats a tot el món, tot i que l'empresa va continuar produint la Wii Mini principalment per al mercat nord-americà. El servei WiiConnect24 i diversos canals basats en aquest servei es van tancar el juny de 2013. El suport per a jocs multijugador en línia a través de la connexió Wi-Fi de Nintendo va acabar el maig de 2014, mentre que el canal Botiga Wii va tancar el gener de 2019, acabant definitivament amb els serveis en línia de la consola.
Malgrat la discontinuació de la Wii, alguns desenvolupadors van continuar produint jocs per a la consola. Ubisoft va llançar jocs de la sèrie Just Dance per a la Wii fins a Just Dance 2020 (2019). Shakedown: Hawaii de Vblank Entertainment i Retro City Rampage DX són els jocs més recents per a la Wii, llançant-se el 9 de juliol de 2020, més de 13 anys després del llançament de la consola. El 27 de gener de 2020 Nintendo va anunciar que a partir del 6 de febrer ja no repararia les consoles Wii a causa de l'escassetat de peces de recanvi.

## Maquinari

### Consola

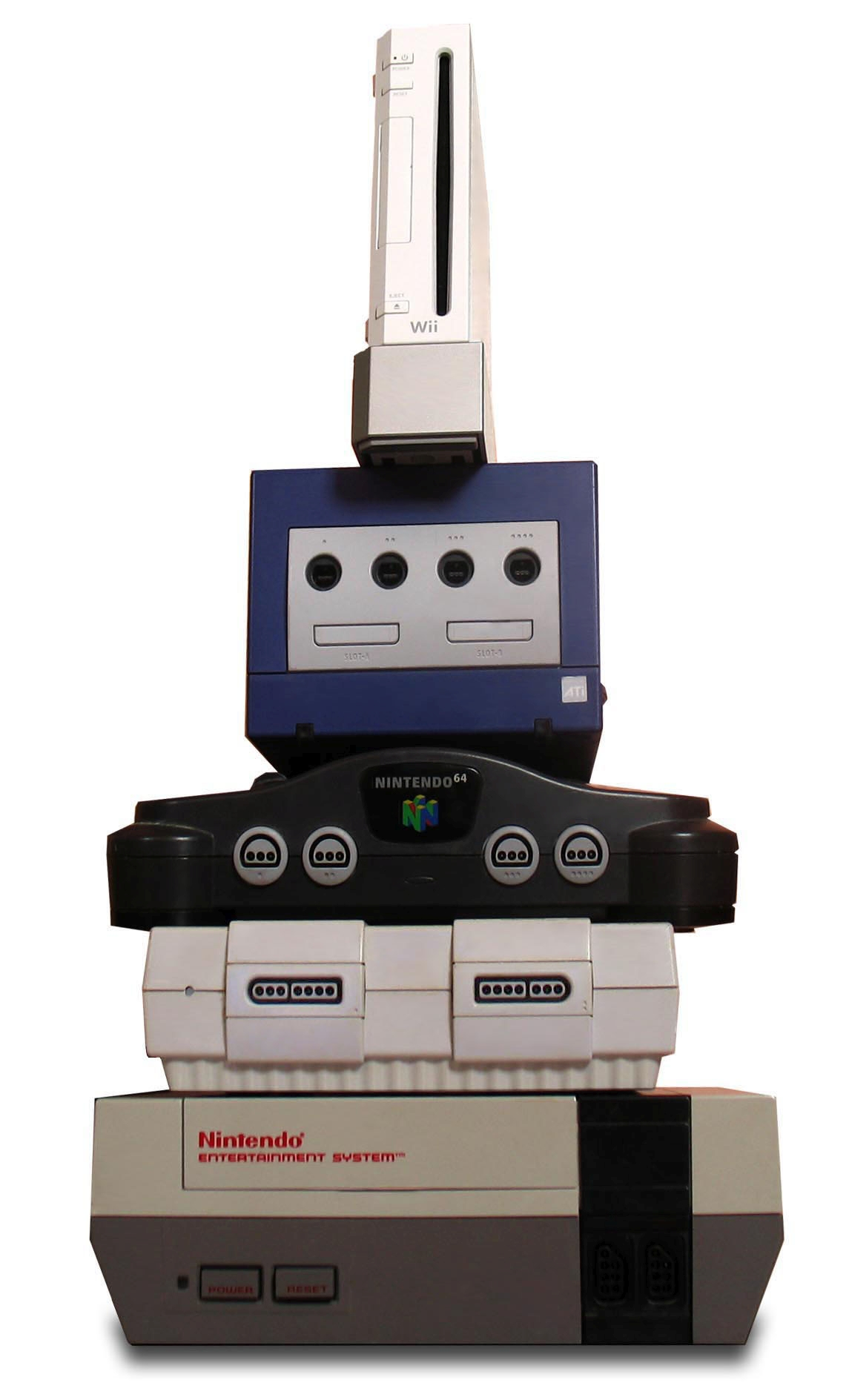
La Wii (a dalt) en comparació amb la GameCube, la Nintendo 64, la Super NES nord-americana i la NES

Nintendo va optar per no superar el rendiment de les consoles rivals. A diferència de les seves consoles anteriors, van construir la Wii a partir de maquinari comercial estàndard en lloc de desenvolupar components personalitzats. Això va reduir significativament els costos de fabricació, permetent a Nintendo oferir la consola a un preu més baix. Com va explicar Miyamoto: «Originalment, volia una màquina que costés 100 dòlars. La meva idea era no gastar res en la tecnologia de la consola perquè tots els diners es poguessin gastar en millorar la interfície i el programari.»
La unitat central de processament (CPU) de la Wii, anomenada Broadway, és un xip de 32 bits desenvolupat per IBM. Basat en la mateixa arquitectura PowerPC que utilitzava el processador Gekko de la GameCube, Broadway té una freqüència de 729 MHz i es va fabricar amb un procés més eficient de 90 nanòmetres, reduint el consum d'electricitat en un 20% respecte al consum energètic del procés de 180 nanòmetres de la CPU Gekko. Hollywood, un SoC desenvolupat per ATI que combina funcions gràfiques, d'àudio i d'entrada/sortida, s'encarrega d'altres funcions del sistema. La unitat de procés gràfic (GPU) és una versió actualitzada de la GPU Flipper de la GameCube, però amb una freqüència de 243 MHz, 1,5 cops més ràpida que Flipper, permetent suportar efectes visuals més avançats i incloent 3 MB de memòria integrada per a textures. També conté Starlet, un coprocessador basat en ARM amb 96 KB de RAM que s'ocupa de les operacions d'entrada/sortida i la seguretat del sistema. Hollywood integra 24 MB de 1T-SRAM d'alta velocitat, a més de 64 MB de memòria GDDR3 a la placa mare, sumant un total de 88 MB per a la memòria del sistema. En termes de potència computacional, la Wii era entre 1,5 i 2 cops més potent que la GameCube, però va ser la consola de sobretaula principal menys potent de la seva generació.
La placa mare de la Wii té un mòdul Wi-Fi compatible amb els modes 802.11b i 802.11g, i un mòdul Bluetooth per comunicar-se amb els seus controladors. Un adaptador LAN basat en USB pot connectar la Wii a una xarxa Ethernet amb cable.
Els jocs es llegeixen per una unitat òptica de càrrega frontal compatible amb els discs de Wii de 12 cm i els de GameCube de 8 cm, els dos amb un format propietari de Nintendo. Tanmateix, no pot llegir discs òptics estàndard com ara DVD o CD. Tot i que Nintendo havia planejat incorporar aquesta funció a revisions posteriors de la Wii, la demanda de la consola va significar un retard al seu calendari, fins que la funció va perdre interès. Nintendo va explicar més tard que sentien que la majoria dels consumidors ja tenien altres dispositius amb capacitat de reproducció de DVD, i que els va permetre evitar el cost addicional associat a la llicència de patents per a la tecnologia. La ranura de la unitat òptica està il·luminada amb llums LED que indiquen l'activitat del sistema, per exemple parpellejant en blau quan es reben missatges a través de WiiConnect24 o durant la lectura del disc.
El sistema inclou 512 MB de memòria flaix interna per emmagatzemar dades de guardat i contingut descarregat. Aquest emmagatzematge es podia ampliar mitjançant targetes SD inserides a una ranura darrere d'un panell frontal. Una actualització posterior del sistema va permetre als usuaris iniciar canals de Wii i jugar a jocs del servei Virtual Console i jocs WiiWare directament des de targetes SD.
La part posterior de la consola acull la sortida de vídeo, els connectors d'alimentació i dos ports USB. Quan s'orienta verticalment, el panell superior revela quatre ports per a controladors de GameCube i dues ranures per a targetes de memòria de GameCube.
Quan es va llançar, la Wii era la consola de sobretaula més petita de Nintendo. Amb una amplada de 44 mm, una alçada de 157 mm i una profunditat de 215,4 mm en la seva orientació vertical, la consola és lleugerament més gran que tres capses de DVD juntes. La consola va ser dissenyada per funcionar horitzontalment o verticalment. El suport inclòs amb la consola, utilitzat per a proporcionar estabilitat en la posició vertical, mesura 55,4 mm d'amplada, 44 mm d'alçada i 225,6 mm de profunditat. Amb un pes d'1,2 kg, la Wii era la consola més lleugera de les tres consoles principals de la setena generació.

### Wii Remote

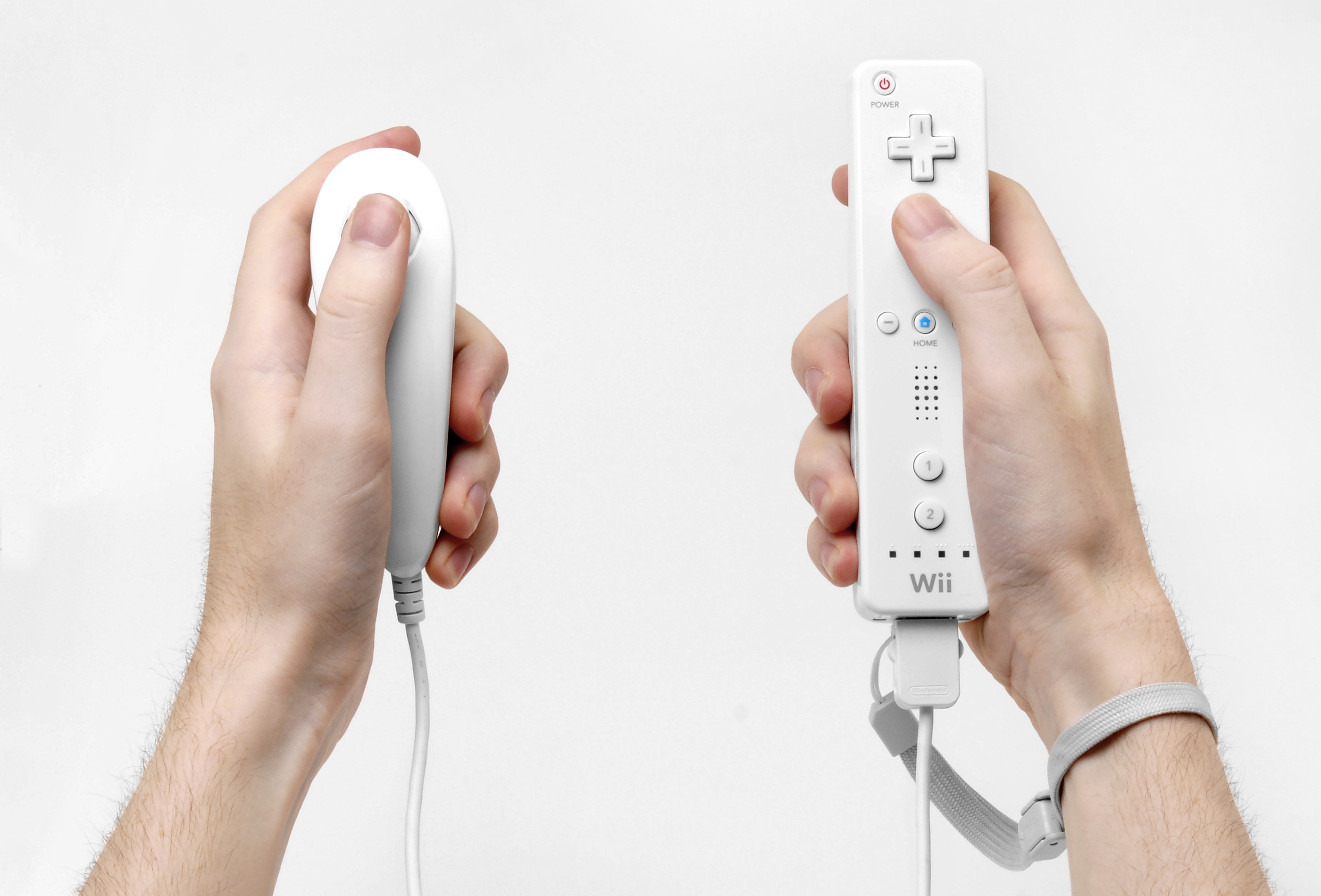
Un Nunchuk, un Wii Remote i una corretja

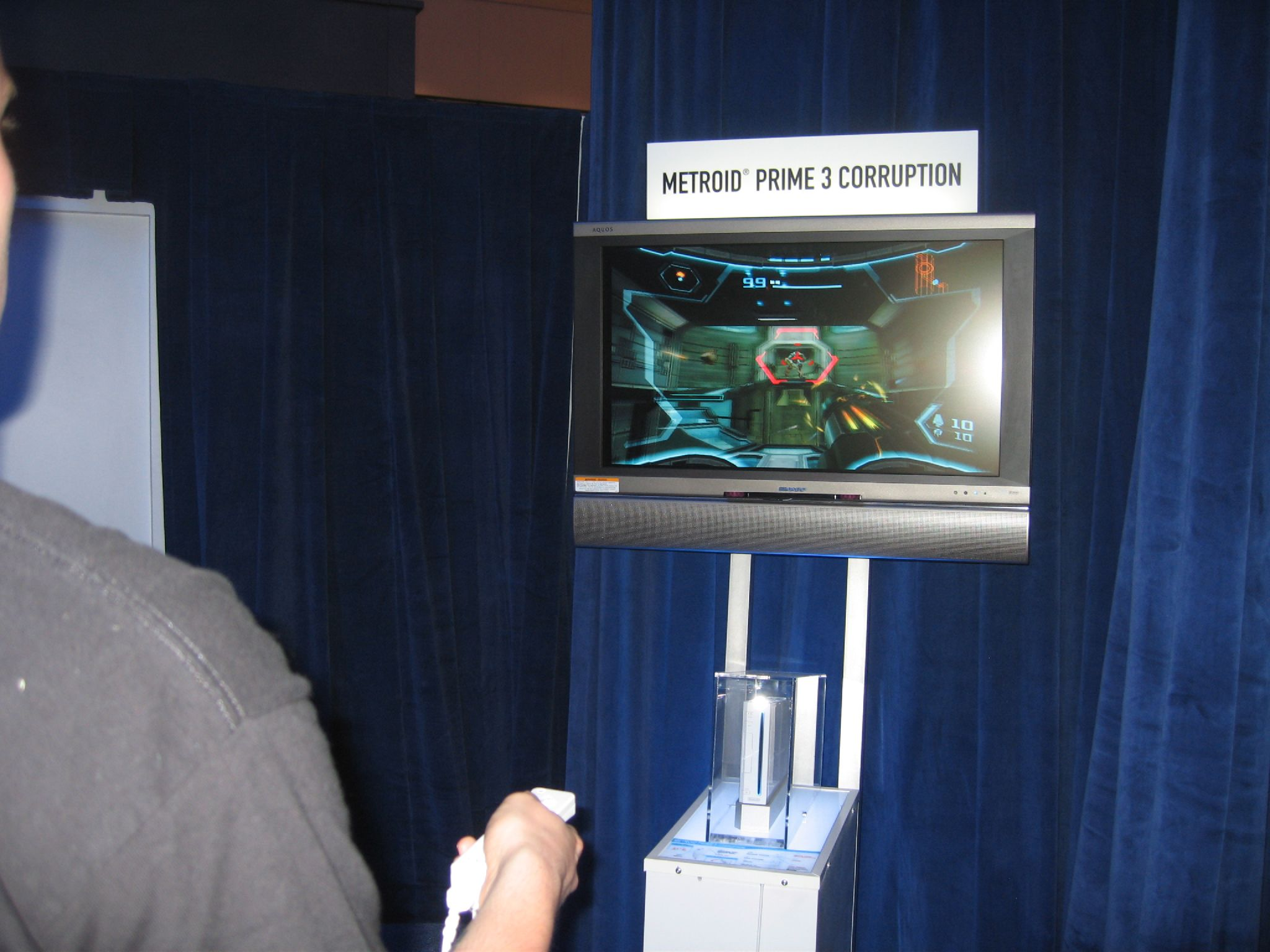
Un Wii Remote utilitzat per jugar a Metroid Prime 3 a l'E3 de 2006. La barra de sensors es pot veure a la base de la pantalla del televisor.

El Wii Remote és el controlador principal de la consola. El comandament a distància conté un acceleròmetre tridimensional basat en MEMS, juntament amb sensors de detecció d'infrarojos situats a l'extrem del controlador. Els acceleròmetres permeten que el Wii Remote reconegui la seva orientació després de moure's des d'una posició de repòs, traduint aquest moviment en reconeixement de gestos per a un joc. Per exemple, el joc Wii Sports inclou un joc de bitlles en què el jugador sosté el comandament a distància de Wii i llança una bola; el Wii Remote pot tenir en compte la posició del jugador respecte a la barra de sensors i la rotació del seu braç i canell per aplicar velocitat i gir al llançament de la bola virtual a la pantalla. Els detectors d'infrarojos s'utilitzen per rastrejar les emissions dels LED de la barra de sensors inclosa, que es col·loca a sobre o a sota de la pantalla del televisor, per tal de computar l'orientació relativa del Wii Remote respecte a la pantalla. Això permet que el Wii Remote actuï com un dispositiu apuntador a la pantalla del televisor, amb un rang aproximat de 15 peus (4.6 m) per a una detecció precisa.
El Wii Remote inclou entrades de comandament tradicionals, com ara una creu direccional, tres botons d'acció frontal, un disparador d'espatlla i quatre botons relacionats amb el sistema, incloent un botó d'engegada de la consola. El comandament de Wii es connecta a la consola mitjançant Bluetooth amb un rang aproximat de 30 peus (9.1 m), comunicant la informació del sensor i el control a la consola. El comandament de Wii inclou un altaveu intern i una funció de vibració que poden ser activades pels jocs per proporcionar resposta directament a la mà del jugador. Fins a quatre controladors Wii Remote es poden connectar a la vegada sense fil a una Wii. El Wii Remote també compta amb quatre llums LED a cada comandament que indiquen amb quin número el controlador s'ha connectat. El comandament funciona amb piles i, quan el comandament no està encès, aquests llums LED poden mostrar la bateria restant.
El Wii Remote inclou una corretja per al canell, amb un extrem fixat a la part inferior del controlador. Nintendo recomanava fermament als jugadors que utilitzessin la corretja en cas que el comandament de Wii se'ls escapés accidentalment de les mans. Nintendo va retirar les corretges originals el desembre de 2006 i va proporcionar una corretja gratuïta i més resistent com a recanvi, a més d'empaquetar la nova corretja en futurs paquets de la consola. Aquest canvi va tenir lloc després que l'empresa s'enfrontés a impugnacions legals per part d'usuaris que van informar de danys a les seves llars per culpa del comandament de Wii relliscant de les seves mans mentre jugaven. L'octubre de 2007 Nintendo també va afegir una funda de silicona per al Wii Remote a les consoles i els Wii Remote entregats a partir d'aquella data, a més d'oferir-la gratuïtament per als usuaris existents. La funda envolta la major part del comandament, però deixa accés als diversos botons i connectors, proporcionant una superfície més enganxosa per reduir encara més la possibilitat que el comandament rellisqui de les mans dels jugadors.
Els accessoris es poden connectar a un Wii Remote a través d'un port propietari a la base del comandament. La Wii incloïa un Nunchuk - un comandament portàtil amb un acceleròmetre, un joystick analògic i dos botons de disparador, que es connectava a aquest port del Wii Remote mitjançant un cable de 4 peus (1.2 m) de longitud. Els jugadors sostenen el Wii Remote i el Nunchuk en mans separades per controlar els jocs compatibles.
L'accessori Wii MotionPlus es connecta al port de la base del Wii Remote i augmenta els sensors existents amb giroscopis per permetre una detecció de moviment més precisa. L'accessori MotionPlus es va llançar el juny de 2009 amb diversos jocs nous que admetien directament aquesta nova funcionalitat, incloent Wii Sports Resort, que incloïa l'accessori com a part d'un paquet. La funcionalitat MotionPlus es va incorporar posteriorment a una revisió del comandament anomenada Wii Remote Plus, llançada per primera vegada l'octubre de 2010. Diversos fabricants de comandaments van desenvolupar les seves pròpies versions de menor cost del comandament de Wii, tot i que aquestes generalment eren menys precises o no tenien la sensibilitat que tenia la unitat de Nintendo.

### Altres controladors i accessoris

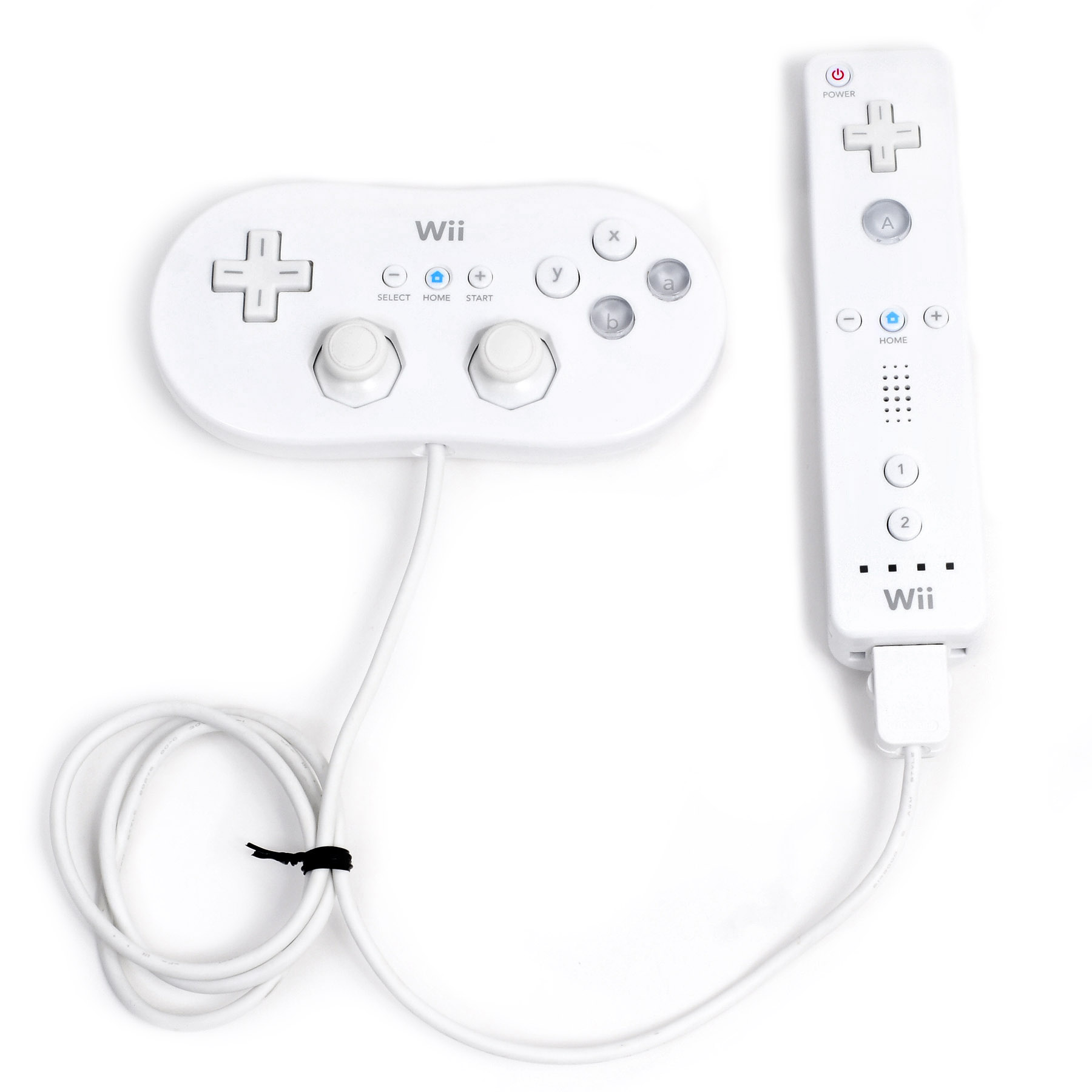
El Wii Classic Controller original connectat al Wii Remote

El Wii Classic Controller és una extensió del Wii Remote llançat juntament amb la Wii el novembre de 2006. La seva forma és similar als comandaments clàssics com el de la Super Nintendo Entertainment System, amb una creu de control, quatre botons frontals, botons d'inici i selecció juntament amb el botó de connexió de la Wii i dos botons laterals. A més, Nintendo va incloure entrades presents als comandaments moderns, com ara 2 joysticks analògics i botons laterals sensibles a la pressió. Els jugadors el poden utilitzar amb jocs de la Virtual Console a més de jocs dissenyats per a la Wii. El 2009, Nintendo va llançar el Wii Classic Controller Pro, que es va modelar a partir de la forma dels comandaments de GameCube i PlayStation 2 i, entre altres addicions, afegeix agafadors a la part inferior del comandament i reorganitza la col·locació dels botons laterals. Tanmateix, a diferència de la GameCube i el comandament clàssic original, el comandament clàssic Pro no té botons laterals sensibles a la pressió.
La Wii Balance Board es va llançar juntament amb el joc Wii Fit el desembre de 2007. És un accessori que consisteix en una taula d'equilibri sense fil per a la Wii, amb múltiples sensors de pressió que s'utilitzen per mesurar el centre de massa de l'usuari. Wii Fit ofereix diversos modes d'exercici que monitoren la posició del jugador a la taula, a més de gamificar l'exercici, per animar als jugadors a fer exercici diàriament. La Wii Balance Board també es pot utilitzar a altres jocs, com al joc Wii Fit Plus de Nintendo, que va ampliar la gamma d'exercicis amb la Wii Balance Board, o jocs de tercers que tradueixen l'equilibri del jugador en controls de joc, com ara Shaun White Snowboarding i Skate It. Namco Bandai va produir un controlador de catifa (un competidor més senzill i menys sofisticat de la Wii Balance Board).
Una de les iniciatives d'Iwata a Nintendo es va centrar en productes de «qualitat de vida», aquells que animaven els jugadors a fer altres activitats més enllà de simplement seure i jugar a videojocs per promoure el benestar físic. L'ús de controls de moviment a la Wii va servir en part per això, però Nintendo va desenvolupar accessoris addicionals per donar consciència de la salut i com a introducció de l'empresa al camp de la salut. A l'E3 del 2009 Nintendo va presentar un accessori anomenat «Vitality Sensor» que s'utilitzaria per mesurar el pols d'un jugador com a introducció a una iniciativa més àmplia de qualitat de vida, però aquest producte mai es va llançar. En una sessió de preguntes i respostes del 2013, Satoru Iwata va revelar que el «Vitality Sensor» havia estat descartat, ja que les proves internes van descobrir que el dispositiu no funcionava amb tots els usuaris i els seus casos d'ús eren massa limitats. Malgrat això, Nintendo ha continuat el programa de qualitat de vida d'Iwata amb més productes en consoles i jocs posteriors.
Es van desenvolupar diversos accessoris, tant per part de Nintendo com de terceres empreses, en els que es podia inserir el comandament de Wii i utilitzar-lo d'una manera més física aprofitant les funcions d'acceleròmetre i giroscòpiques del comandament. Algunes còpies de Mario Kart Wii incloïen el volant de Wii, un volant de plàstic on es podia inserir el comandament de Wii, de manera que els jugadors poguessin dirigir-lo de manera més eficaç durant el joc. Els jocs de ritme que utilitzaven instruments de plàstic, com ara Guitar Hero III, incloïen instruments en què es podia inserir el comandament de Wii; el comandament alimentava els diferents botons del comandament i els transmetia a la Wii.

### Variants i paquets
El paquet de llançament de la Wii incloïa la consola; un suport per permetre col·locar la consola verticalment; un estabilitzador de plàstic per al suport principal, un Wii Remote, un Nunchuk, una barra de sensors i un suport extraïble per muntar la barra de sensors a un televisor, un adaptador de corrent extern i dues piles AA per al Wii Remote. El paquet incloïa un cable A/V compost amb connectors RCA i, en regions apropiades, com ara Europa, també s'incloïa un adaptador SCART. La majoria dels paquets incloïen una còpia del joc Wii Sports.
Tot i que Nintendo va mostrar la consola i el comandament de la Wii en blanc, negre, platejat, verd llima i vermell abans del seu llançament, només va estar disponible en blanc durant els seus primers dos anys i mig a la venda. Consoles negres van estar disponibles al Japó a partir de l'agost de 2009, a Europa a partir del novembre de 2009 i a Amèrica del Nord a partir del maig de 2010. Un paquet amb una Wii vermella va estar disponible al Japó l'11 de novembre de 2010, commemorant el 25è aniversari de Super Mario Bros. La versió europea del paquet Wii vermell d'edició limitada es va llançar el 29 d'octubre de 2010, i incloïa el joc original Donkey Kong preinstal·lat a la consola, New Super Mario Bros. Wii i Wii Sports. El paquet de Wii vermella es va llançar a Amèrica del Nord el 7 de novembre de 2010, amb New Super Mario Bros. Wii i Wii Sports. Tots els paquets de la consola Wii vermella inclouen el Wii Remote Plus, amb tecnologia Wii MotionPlus integrada.

### Revisions
El prefix per a l'esquema de numeració de la consola Wii i les seves peces i accessoris és «RVL-» pel seu nom en clau, «Revolution». La consola Wii bàsica tenia el número de model RVL-001, per exemple.

#### Model de cost reduït

Disseny del model RVL-101 amb les etiquetes alineades horitzontalment, tal com va ser dissenyat per ser col·locat, a diferència del model original

Una variant de cost reduït de la Wii (model RVL-101) es va llançar a finals de la vida útil de la plataforma, eliminant els ports del controlador de GameCube i les ranures per a targetes de memòria de GameCube que hi havia al model original. Això significa que aquest model és incompatible amb els jocs de GameCube i controladors de GameCube per als jocs de Wii que els admeten. Sovint es coneix aquest model com a «Wii Family Edition», el nom que es va donar al paquet quan es va vendre per primera vegada a Europa. A més, no inclou un suport, ja que està pensat per ser col·locat horitzontalment. Nintendo va anunciar la nova revisió l'agost de 2011 com a substitut del model original de Wii, que estava deixant de fabricar en certes regions, com ara Europa i els Estats Units. Els paquets amb el nou model tenien un preu de US$149,99, reduint el preu de venda recomanat de la Wii, en aquell moment fixat a US$199,99.
El nou model es va llançar a Amèrica del Nord el 23 d'octubre de 2011, amb un acabat negre, incloent un Wii Remote Plus i un Nunchuk negres, el joc New Super Mario Bros. Wii i una banda sonora d'edició limitada per a Super Mario Galaxy. La revisió es va llançar a Europa el 4 de novembre de 2011, amb un acabat blanc, incloent un Wii Remote Plus i un Nunchuk blancs i els jocs Wii Party i Wii Sports. Un paquet especial amb una versió blava del model de Wii revisat, un Wii Remote Plus, un Nunchuk i el joc Mario & Sonic at the London 2012 Olympic Games es va llançar a Europa el 18 de novembre de 2011 en col·laboració amb Sega. Nintendo va revisar posteriorment el paquet nord-americà substituint el joc i la banda sonora anteriors per la duologia original de Wii Sports; el nou paquet es va llançar el 28 d'octubre de 2012.

#### Wii Mini

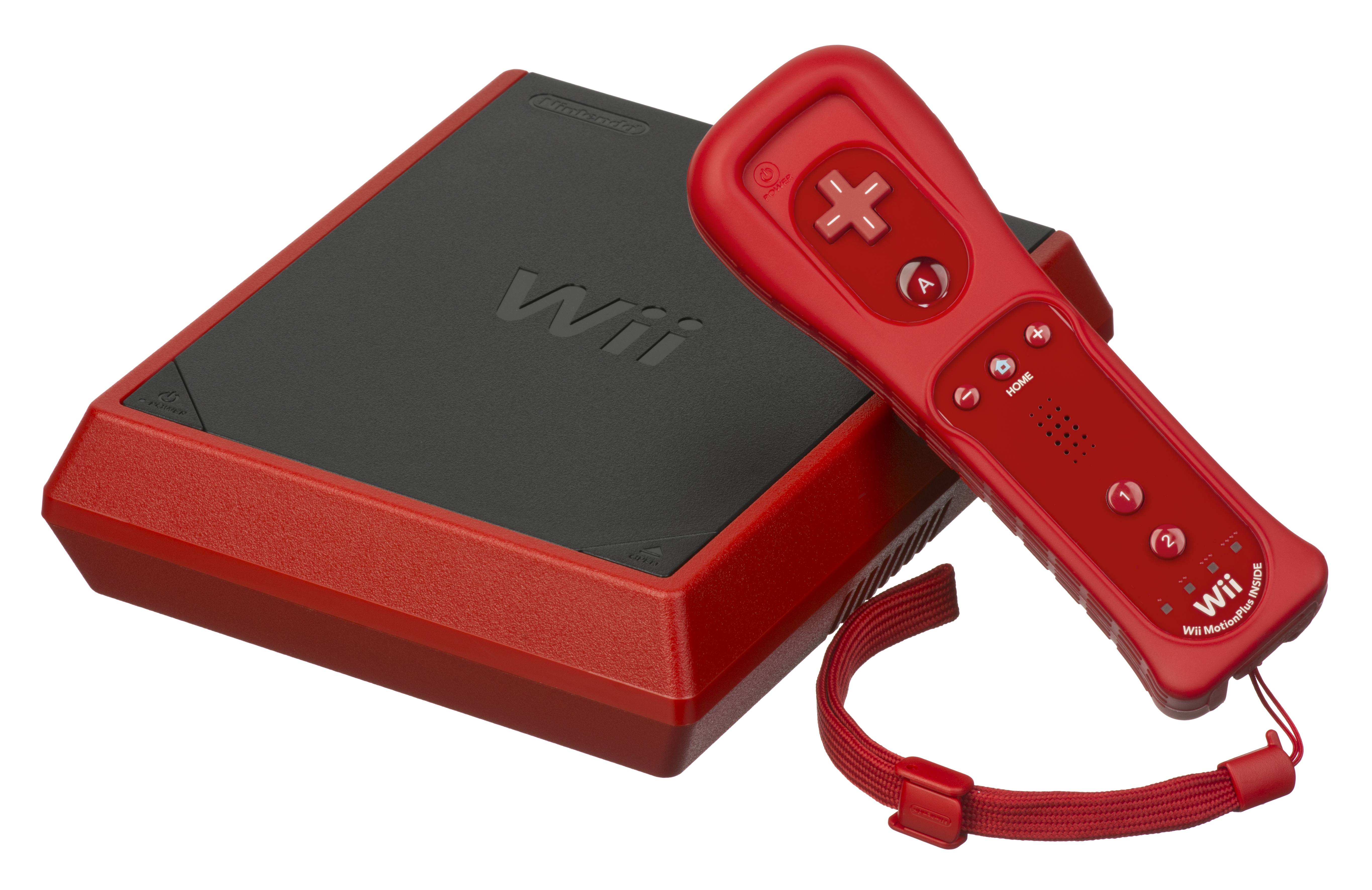
Una Wii Mini amb un Wii Remote

La Wii Mini (model RVL-201) és una Wii més petita i redissenyada amb una unitat de disc amb càrrega superior. A més de la manca de compatibilitat amb GameCube, la Wii Mini elimina la compatibilitat amb Wi-Fi i la connectivitat en línia, juntament amb l'eliminació de la ranura per a targetes SD. També va eliminar la compatibilitat amb la sortida de vídeo 480p i per components. Segons Matt Ryan de Nintendo of Canada, van eliminar aquestes funcions per reduir encara més el preu de la consola i convertir-la en una opció per a aquells consumidors que encara no havien comprat una Wii o per a aquells que volien una segona Wii en una ubicació diferent. Ryan va afirmar que, si bé eliminar la funcionalitat en línia impediria jugar a alguns jocs, la majoria dels jocs de Wii encara es podrien jugar sense. La Wii Mini té un estil negre mat amb una vora vermella i inclou un Wii Remote Plus i un Nunchuk vermells. Segons Ryan, el color vermell era indicatiu del llançament exclusiu previst al Canadà. També incloïa un cable A/V compost, una barra de sensors amb cable i un adaptador de corrent.
La Wii Mini es va llançar el 7 de desembre de 2012 exclusivament al Canadà amb un preu de venda recomanat de CA$99,99. Posteriorment es va llançar a Europa el 22 de març de 2013, i als Estats Units el 17 de novembre de 2013. Els llançaments canadencs i europeus no van incloure cap joc, mentre que Mario Kart Wii s'havia inclòs a tots els paquets de llançament als Estats Units. Nintendo va afegir diversos jocs de Wii supervendes i aclamats per la crítica a la seva etiqueta Nintendo Selects i els va comercialitzar juntament amb el llançament de la Wii Mini. La Wii Mini mai es va llançar a països fora del Canadà, Europa i els Estats Units.

## Programari
La consola té moltes funcions internes disponibles gràcies als seus components de maquinari i microprogramari. El maquinari permet l'extensibilitat (mitjançant ports d'expansió), mentre que el microprogramari (i part del programari) podria rebre actualitzacions periòdiques a través del servei WiiConnect24.

### Menú de la Wii
El desenvolupament del menú de la Wii, la interfície d'usuari principal de la Wii, va ser dirigit per Takashi Aoyama, de la Divisió de Recerca i Desenvolupament Integrat de Nintendo. El projecte, anomenat «Console Feature Realization Project», consistia a decidir què podia mostrar la interfície de la Wii en mode de baix consum en una programació les 24 hores del dia que fos d'interès per a la gent que no estigués jugant a videojocs. La idea de tenir informes meteorològics i de notícies actualitzats contínuament tenia sentit lògic a partir de les proves, i això va portar a la idea de presentar-los de manera similar a una filera de televisors, cadascun configurat en un canal de televisió diferent, com si fos una botiga d'electrònica, creant el concepte de «canals». Un usuari pot navegar a qualsevol finestra de canal per posar-la en primer pla, sigui per iniciar el joc o l'aplicació o per obtenir més informació que es mostrava. Per exemple, el Canal Temps mostrava un breu resum de la temperatura a la zona local i la previsió meteorològica a curt termini, mentre que en fer clic al canal apareixia un globus terrestre interactiu que l'usuari podia manipular amb el comandament de la Wii per explorar les condicions meteorològiques en temps real a tota la Terra.
La Wii es va llançar amb sis canals: el Canal Disc, que s'utilitzava per iniciar jocs de Wii i GameCube des d'un disc òptic; el Canal Mii per crear avatars Mii; el Canal Fotos, que es podia fer servir per veure i editar fotos emmagatzemades a una targeta SD; el Canal Botiga Wii per comprar nous jocs i aplicacions; el Canal Temps i el Canal Notícies. A més dels canals predeterminats inclosos amb la Wii, es podien afegir nous canals mitjançant actualitzacions del sistema, aplicacions descarregades del Canal Botiga Wii o també podien ser afegits pels jocs. Poc després del llançament, altres canals gratuïts creats per Nintendo es van posar a disposició dels usuaris, inclòs el Canal Internet, una versió modificada del navegador web Opera per a la Wii que admet l'entrada de teclat USB i Adobe Flash Player.
Els canals del menú de la Wii inclouen música composta pel compositor de videojocs Kazumi Totaka.

### Mii
La Wii va introduir l'ús d'avatars personalitzats pels jugadors anomenats Miis, que Nintendo ha continuat utilitzant a la Wii U, la família Nintendo 3DS i, en menor mesura, la Nintendo Switch. S'animava a cada jugador d'una consola Wii a crear el seu propi Mii a través del Canal Mii per fer-lo servir a jocs com Wii Sports i a alguns dels programes del sistema com el Canal Mii. Per exemple, els jugadors seleccionaven el seu Mii a Wii Sports, utilitzant-lo al joc com el seu avatar. Els Miis es podien compartir amb altres jugadors a través del Canal Mii.

### Connectivitat amb la Nintendo DS
La consola Wii admet connectivitat sense fil amb la Nintendo DS sense cap accessori addicional. Aquesta connectivitat permet al jugador utilitzar el micròfon i la pantalla tàctil de la Nintendo DS com a entrades per als jocs de la Wii. El primer joc que va fer servir la connectivitat Nintendo DS-Wii va ser Pokémon Battle Revolution. Els jugadors amb els jocs Pokémon Diamant o Pokémon Perla de Nintendo DS poden jugar batalles utilitzant la Nintendo DS com a controlador. Final Fantasy Crystal Chronicles: Echoes of Time, publicat tant per a Nintendo DS com per a Wii, ofereix connectivitat en què tots dos jocs poden avançar simultàniament. Nintendo va llançar més tard el Canal Nintendo, que permetia als propietaris de Wii descarregar demos de jocs populars com ara Mario Kart DS o dades addicionals a la seva Nintendo DS. La consola també pot ampliar els jocs de Nintendo DS.

### Connectivitat en línia
La consola Wii es connecta a Internet a través del seu adaptador Wi-Fi 802.11b/g integrat o mitjançant un adaptador USB a Ethernet; qualsevol dels dos mètodes permetia als jugadors accedir al servei Nintendo Wi-Fi Connection. El servei tenia diverses funcions per a la consola, com ara la Consola Virtual, WiiConnect24, el Canal Internet, el Canal Temps i el Canal Notícies. La Wii també es pot comunicar (i connectar) amb altres sistemes Wii a través d'una LAN sense fil autogenerada, cosa que permet el joc multijugador local sense fil a televisors diferents. Battalion Wars 2 va demostrar per primera vegada aquesta funció per al joc multijugador  sense pantalla dividida a dos (o més) televisors.

### Aplicacions de tercers
Es van afegir aplicacions multimèdia de tercers als canals en línia de la Wii, que normalment s'oferien com a descàrregues gratuïtes, però que requerien inicis de sessió de subscriptor per als serveis de pagament. Entre algunes d'aquestes s'inclouen BBC iPlayer el novembre de 2009, Netflix el novembre de 2010, Hulu el febrer de 2012, YouTube el desembre de 2012, Amazon Prime Video el gener de 2013, i Crunchyroll l'octubre de 2015. El juny de 2017, YouTube va deixar de donar suport al seu canal de Wii. El gener de 2019, Nintendo va deixar de donar suport a tots els serveis de streaming a la Wii.

### Controls parentals
La consola inclou controls parentals, que es poden utilitzar per impedir als usuaris més joves jugar a jocs amb contingut inadequat per a la seva edat. Quan s'intenta jugar a un joc de la Wii o de la Consola Virtual, la consola llegeix la classificació del contingut codificada a les dades del joc; si aquesta classificació és superior al nivell d'edat establert pel sistema, el joc no es carregarà sense una contrasenya. Els controls parentals també podien restringir l'accés a Internet, cosa que bloquejava el canal d'Internet i les funcions d'actualització del sistema. Com que la consola està restringida a la funcionalitat de GameCube quan es reprodueixen discs de jocs de GameCube, el programari de GameCube no es veu afectat per la configuració del control parental de la Wii.
La Wii també inclou un sistema que registra el temps de joc de qualsevol joc o aplicació del sistema. Tot i que Nintendo va decidir no implementar un sistema de perfils que requeriria que cada usuari s'identifiqués, van mantenir el sistema de seguiment acumulatiu del temps de joc, que no es pot esborrar ni alterar, per donar als pares opcions per revisar l'ús de la Wii per part dels seus fills.

## Jocs

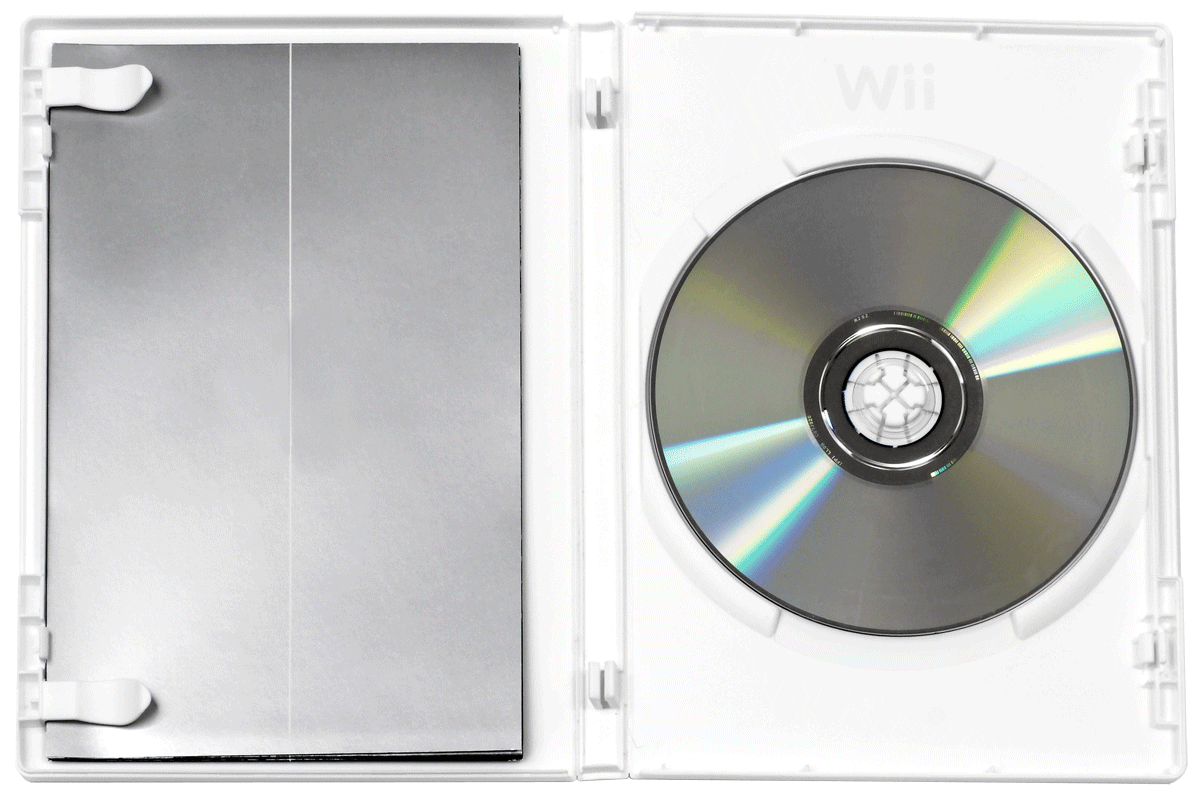
Disc òptic de Wii en una caixa

Les còpies comercials dels jocs se subministren en discs òptics propietaris semblants a DVD, que s'empaquetaven en estoigs amb instruccions. A Europa, les caixes tenen un triangle a la cantonada inferior del costat de la funda de paper. El triangle està codificat per colors per identificar la regió per a la qual està pensat el joc i quins idiomes del manual s'inclouen. La consola admet el bloqueig regional: el programari disponible en una regió només es pot reproduir al maquinari d'aquesta regió.
Es van anunciar vint-i-un jocs per al dia del llançament a Amèrica del Nord i del Sud, i se'n van anunciar dotze més que es llançarien abans del final del 2006. Entre els jocs de llançament del sistema a totes les regions hi havia Wii Sports, que estava inclòs en tots els paquets de Wii excepte al Japó i a Corea del Sud, The Legend of Zelda: Twilight Princess, Super Monkey Ball: Banana Blitz de Sega i Red Steel d'Ubisoft. Metroid Prime 3: Corruption havia estat planejat com a joc de llançament de Wii, però es va retardar fins al 2007 uns mesos abans del llançament de la Wii. Nintendo també havia planejat llançar Super Smash Bros. Brawl com a joc de llançament, però el director del joc, Masahiro Sakurai, va dir que hi havia problemes per adaptar el format als controls de moviment de la Wii.
Els nous jocs per a la Wii incloïen els de les franquícies insígnia de Nintendo, com ara The Legend of Zelda, Super Mario, Pokémon i Metroid. Nintendo va rebre suport de tercers d'empreses com Ubisoft, Sega, Square Enix, Activision Blizzard, Electronic Arts i Capcom, amb més jocs en procés de desenvolupament per a la Wii que per a la PlayStation 3 o la Xbox 360 a l'any 2007. Nintendo també va llançar la línia New Play Control!, una selecció de versions millorades de jocs de GameCube que es van actualitzar per aprofitar els controls per moviment de la Wii.

### Retrocompatibilitat

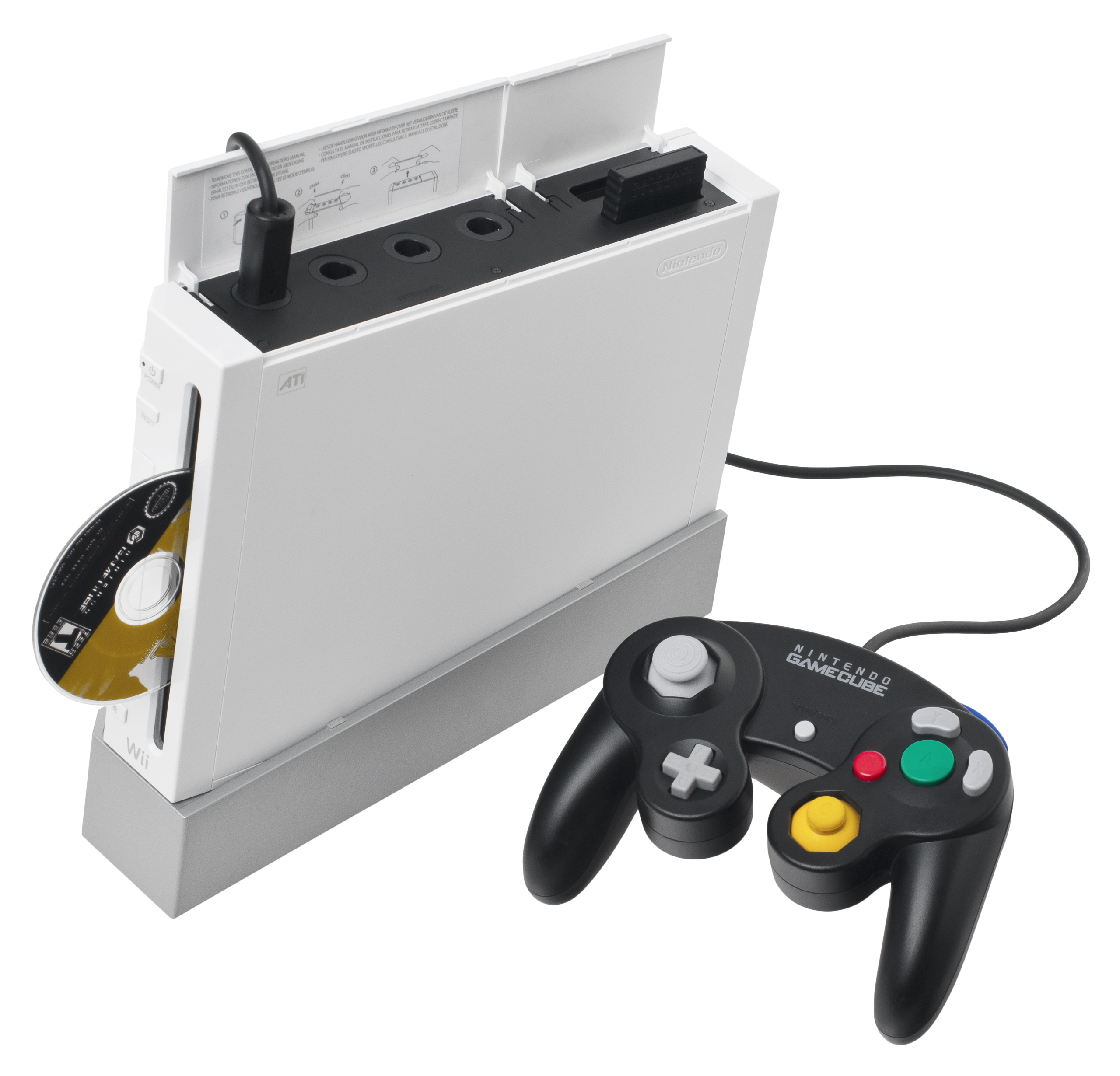
El primer model de la Wii té ranures per a targetes de memòria i controladors de GameCube per a retrocompatibilitat.

El model de consola Wii original és retrocompatible amb tot el programari, targetes de memòria i controladors de GameCube, tot i que les consoles Wii coreanes no tenen retrocompatibilitat. Una consola Wii en mode de retrocompatibilitat està restringida a la funcionalitat de GameCube, i requereix un controlador i una targeta de memòria de GameCube per jugar. A causa de la manca del port d'expansió a la Wii, els dispositius que utilitzen el port d'expansió, com ara l'adaptador de banda ampla i l'adaptador de mòdem de GameCube i el Game Boy Player no funcionen. El model revisat de Wii i la Wii Mini no tenen les funcions de retrocompatibilitat amb GameCube.

### Virtual Console
El servei Virtual Console permetia als propietaris de la Wii jugar a jocs publicats originalment per a consoles més antigues de Nintendo, com ara la Nintendo Entertainment System, la Super Nintendo Entertainment System i la Nintendo 64. Les actualitzacions posteriors van incloure jocs de consoles i ordinadors de tercers, com ara la Sega Genesis/Mega Drive i la Sega Mark III/Master System, la NEC TurboGrafx-16/PC Engine, l'SNK Neo Geo, l'ordinador Commodore 64, l'ordinador MSX (només al Japó) i diversos jocs de màquines recreatives a través del servei Virtual Console Arcade. Els jocs de la Virtual Console es distribuïen a través d'Internet de banda ampla pel Canal Botiga Wii i es guardaven a la memòria flaix interna de la Wii o a una targeta SD extraïble. Un cop descarregats, es pot accedir als jocs de la Virtual Console des del menú de la Wii com a canals individuals o des d'una targeta SD mitjançant el menú de la targeta SD.

### WiiWare
WiiWare va ser la incursió de Nintendo a la distribució digital a la Wii, comparable als serveis Xbox Live Arcade i PlayStation Network. El servei permetia als jugadors comprar jocs digitalment a través del Canal Botiga Wii, descarregant-los a la seva consola per executar-los directament. A més de facilitar aquesta forma de distribució, WiiWare també es va concebre per ajudar a donar suport als desenvolupadors de jocs més petits i independents, oferint a aquests equips una via menys costosa per produir jocs de Wii sense haver de passar pels canals de producció i distribució al detall. El canal WiiWare es va llançar el 25 de març de 2008 i va romandre actiu fins i tot durant la vida de la Wii U, sent discontinuat el 2019.

## Recepció

### Ressenyes de la crítica
El sistema va tenir una bona acollida després de la seva exhibició a l'E3 del 2006, guanyant els premis Game Critics Awards al Millor del Show i al Millor Maquinari. Més tard, al desembre, Popular Science va nomenar la consola guanyadora del Gran Premi en entreteniment domèstic. La consola va continuar guanyant múltiples premis; la consola va rebre el Premi de Videojocs de Spike TV, un Golden Joystick dels Premis Golden Joystick i un Premi Emmy a la innovació en controladors de videojocs per l'Acadèmia Nacional Americana de les Arts i les Ciències de la Televisió. IGN i The Guardian van nomenar la Wii la desena millor consola de videojocs de tots els temps d'un total de 25, i GameSpot va escollir la consola com el millor maquinari en els seus premis «Millor i pitjor del 2006».
La Wii va ser elogiada pels seus controls senzills però sensibles, així com per la seva simplicitat que atrau un públic més ampli. Tot i que Dan Grabham de TechRadar va gaudir de la seva mecànica senzilla, afirmant que «fins i tot els avis poden entendre-ho força ràpidament», també va gaudir de la profunditat del contingut portat de la GameCube. CNET va destacar la configuració senzilla i la pantalla d'inici fàcil de navegar. Will Wright, el creador de The Sims, va qualificar la Wii com «l'únic sistema de nova generació que he vist», i va considerar la PS3 i la Xbox 360 com a simples successores amb «millores incrementals». Creia que la Wii no només millorava en gràfics, sinó que també va elogiar com «arriba a un públic completament diferent». Els crítics van destacar positivament el disseny compacte, i Ars Technica el va comparar amb un producte d'Apple.
L'any 2008, dos anys després del llançament de la Wii, Nintendo va reconèixer diverses limitacions i reptes amb el sistema (com ara la percepció que el sistema s'adreçava principalment a un públic «casual» i que no era popular entre els jugadors tradicionals). Miyamoto va admetre que la manca de suport per a la sortida de vídeo d'alta definició a la Wii i la seva infraestructura de xarxa limitada també van contribuir al fet que el sistema es considerés separat dels sistemes dels seus competidors, la Xbox 360 i la PlayStation 3. Miyamoto originalment va defensar la decisió de Nintendo de no incloure gràfics HD a la Wii, afirmant que el nombre de televisors d'alta definició a les llars en aquell moment «no era tan alt, encara. Per descomptat, crec que d'aquí a cinc anys seria pràcticament un fet que Nintendo crearia un sistema HD, però ara mateix el televisor predominant al món és un aparell que no és HD». El 2013, Miyamoto va dir en una entrevista amb el lloc web de videojocs japonès 4Gamer que «Fins i tot per a la Wii, independentment de quant costés el sistema, hauria estat fantàstic si hagués estat HD des del principi».
Al mateix temps, van sorgir crítiques al Wii Remote i a les especificacions del maquinari de la Wii. L'exeditor de GameSpot i fundador de Giant Bomb, Jeff Gerstmann, va recalcar que l'altaveu del comandament produeix un so de baixa qualitat, mentre que el cofundador de Factor 5, Julian Eggebrecht, va remarcar que la consola té unes capacitats d'àudio i uns gràfics inferiors. El desenvolupador anglès Free Radical Design va declarar que el maquinari de la Wii no té la potència necessària per executar el programari que tenia previst llançar en altres consoles de setena generació. La connectivitat en línia de la Wii també va ser criticada; Matt Casamassina d'IGN la va comparar amb el servei «completament contraintuïtiu» de la Nintendo DS.
Tot i que la Wii Mini va ser rebuda amb elogis per ser barata, tenint en compte que incloïa un Wii Remote, un Nunchuk i una còpia del Mario Kart Wii, el model es va considerar inferior en comparació amb la consola original. Els crítics van criticar la manca de joc en línia i de retrocompatibilitat amb GameCube, remarcant a més que el maquinari encara era força gran, tenint la meitat de la mida de la Wii. Richard Leadbetter, d'Eurogamer, pensava que la Wii Mini ja no era adient per a les sales d'estar, ja que creia que «els plàstics vermells brillants la fan destacar molt més que els blancs i negres més neutres de la carcassa dels models existents». Va afirmar que el disseny general tenia una textura rugosa i semblava haver estat construït amb èmfasi en la durabilitat. El crític de Nintendo Life, Damien McFerran, va dir que el disseny lleuger de la Wii Mini la fa sentir «una mica més barata i menys fiable» amb espai buit dins de la carcassa. CNET va criticar la tapa desplegable per inserir discos, dient que se sentia «barata».

### Desenvolupament de tercers
L'èxit de la Wii va sorprendre els desenvolupadors externs a causa de les limitacions del maquinari; això va portar a disculpes per la qualitat dels seus primers jocs. En una entrevista amb Der Spiegel, Yves Guillemot i Alain Corre d'Ubisoft van admetre que van cometre un error en precipitar el llançament del seu joc de llançament, prometent prendre's més seriosament els projectes futurs. Un executiu de Frontline Studios va declarar que les editores principals no confiaven a llançar jocs exclusius per a la Wii, a causa de la percepció que les empreses de tercers no tenien un suport fort per part dels consumidors. L'editor de 1UP.com, Jeremy Parish, va declarar que Nintendo va ser la seva major decepció el 2007. En comentar la manca de suport de qualitat de tercers, va afirmar que el contingut era pitjor que el dels seus predecessors.
A més, la manca de suport de tercers també es va deure al fet que els jocs propis llançats per Nintendo tenien massa èxit, i els desenvolupadors tenien problemes per competir. Els desenvolupadors de jocs, com ara Rod Cousens, CEO de Codemasters, tenien problemes amb les baixes vendes de la Wii. El Nikkei Business Daily, un diari japonès, va afirmar que les empreses estaven massa nervioses per començar o continuar fent jocs per a la consola, algunes de les quals consideraven la Wii com una moda que acabaria perdent popularitat. Nintendo va considerar que aquest era el cas perquè ells «coneixen les característiques especials de la Wii millor que ningú» i van començar a desenvolupar els jocs per a la consola molt abans del seu llançament, donant-los un avantatge.
A causa de les dificultats en les vendes durant el 2010, els desenvolupadors van començar a crear opcions alternatives. Capcom va prendre nota de la dificultat de guanyar diners amb la Wii i va canviar la seva estratègia per fer menys jocs, però amb més qualitat. Segons Sony, molts desenvolupadors externs que originalment feien jocs per a la Wii van començar a centrar més l'atenció en la PlayStation 3 i la Xbox 360.

### Vendes
La reacció inicial dels consumidors a la Wii va ser positiva, i els comentaristes van considerar que el llançament havia estat un èxit. El llançament de la Wii el novembre de 2006 es va considerar el llançament de consola més gran de Nintendo a Amèrica, al Japó, a Europa i a Austràlia. La consola va superar les vendes acumulades combinades de la PlayStation 3 i la Xbox 360 en diverses regions durant el seu període de llançament. Durant el primer any la Wii va continuar amb una demanda elevada, essent difícil d'aconseguir. L'empresa va enviar gairebé 3,2 milions d'unitats a tot el món fins a la fi del 2006, i va treballar per augmentar la producció a 17,5 milions d'unitats el 2007, però va advertir als consumidors que hi hauria escassetat de la Wii durant tot aquell any. Les vendes de la Wii van superar les de la Xbox 360 el setembre del 2007. Per satisfer una major demanda, Nintendo va augmentar la producció de la Wii d'1,6 milions a uns 2,4 milions d'unitats al mes el 2008, amb la intenció de satisfer la demanda contínua de la consola.
A la Game Developers Conference del març de 2009, Iwata va informar que la Wii havia arribat als 50 milions de consoles venudes. Nintendo va anunciar les primeres reduccions de preu per a la consola el setembre de 2009, reduint el preu de venda recomanat de US$249,99 a US$199,99. La reducció de preu es va produir dies després que tant Sony com Microsoft anunciessin reduccions de preu similars per a les consoles PlayStation 3 i Xbox 360. Nintendo va declarar que la reducció de preu es feia en previsió d'atreure més consumidors que encara eren cautelosos a l'hora de comprar una consola de videojocs. La Wii es va convertir en la videoconsola de sobretaula produïda per Nintendo més venuda durant el 2009, amb unes vendes que van superar els 67 milions d'unitats.
El 2010, les vendes de la Wii van començar a disminuir, caient un 21% respecte a l'any anterior. Es va considerar que la caiguda de les vendes es va deure a una combinació de la introducció dels sistemes de control per moviment PlayStation Move i Kinect als sistemes PlayStation 3 i Xbox 360, i la moda minvant de la Wii. Les vendes de la Wii també es van debilitar el 2011 a mesura que el suport de tercers per a la consola va disminuir; els principals editors van deixar de banda la Wii, que tenia poca potència i utilitzava eines de desenvolupament no estàndard, i, en canvi, es van centrar a desenvolupar jocs per a PlayStation 3, Xbox 360 i ordinadors personals. Els editors també es van allunyar de la Wii amb la promesa del llançament de la Wii U en un futur pròxim. Les vendes de la Wii van continuar disminuint el 2012, caient a la meitat respecte a l'any anterior. Després del seu llançament al Canadà el 7 de desembre de 2012, la Wii Mini havia venut 35.700 unitats el 31 de gener de 2013.
La Wii va superar els 100 milions d'unitats venudes a tot el món durant el segon trimestre del 2013. La Wii va tenir unes vendes totals de 101,63 milions de consoles a tot el món fins al 31 de març de 2016, quan Nintendo va publicar les últimes dades per a la consola. Almenys 48 milions de consoles es van vendre a Amèrica del Nord, 12 milions al Japó i 40 milions a totes les altres regions. A 2025, la Wii és la cinquena consola de sobretaula més venuda de tots els temps, superada per la PlayStation original (102,4 milions d'unitats), la PlayStation 4 (117,2 milions d'unitats), la Nintendo Switch (150,86 milions d'unitats) i la PlayStation 2 (160 milions d'unitats). A 2025, la Wii és la segona consola domèstica més venuda de Nintendo, després d'haver estat superada per la Nintendo Switch a finals del 2021.
A 30 de setembre de 2021, nou jocs de Wii havien venut més de 10 milions de còpies a tot el món, incloent Wii Sports (82,90 milions, comptant còpies incloses amb la consola), Mario Kart Wii (37,38 milions), Wii Sports Resort (33,14 milions), New Super Mario Bros. Wii (30,32 milions), Wii Play (28,02 milions), Wii Fit (22,67 milions), Wii Fit Plus (21,13 milions), Super Smash Bros. Brawl (13,32 milions), i Super Mario Galaxy (12,80 milions). Un total de 921,85 milions de còpies de jocs de Wii s'havien venut fins al 6 d'agost de 2025. La popularitat de Wii Sports es va considerar com una raó de l'èxit de la consola, convertint el joc en una aplicació assassina per a la Wii, portant a gent que no solia jugar a videojocs al sistema.

### Problemes legals
Hi va haver diversos desafiaments legals derivats de la Wii i el Wii Remote. Diversos d'aquests van estar relacionats amb patents per part d'empreses que afirmaven que el comandament de la Wii infringia les seves patents. La majoria d'aquests van ser desestimats o resolts extrajudicialment. Un dels desafiaments va ser d'iLife Technologies Inc., que va demandar a Nintendo per la tecnologia de detecció de moviment del seu comandament de la Wii per infracció de patents el 2013. iLife va guanyar inicialment una indemnització de US$10,1 milions contra Nintendo el 2017. El cas va ser anul·lat el 2020, amb una sentència del tribunal d'apel·lació que va dictaminar que les patents d'iLife eren massa àmplies per cobrir les tecnologies específiques de detecció de moviment desenvolupades per Nintendo.
Hi va haver demandes contra Nintendo al·legant danys físics causats per corretges de canell ineficaces al Wii Remote quan els comandaments relliscaven de les mans dels jugadors i trencaven televisors o finestres. La primera demanda col·lectiva es va presentar el desembre de 2006, i va portar Nintendo a retirar les corretges de canell existents i a enviar noves versions amb un mecanisme de subjecció millorat per al canell. Una segona demanda col·lectiva va ser presentada per una mare a Colorado el desembre de 2008, al·legant que les corretges de canell actualitzades encara eren ineficaces. Aquesta demanda va ser desestimada el setembre de 2010, i es va determinar a favor de Nintendo que les corretges de canell no eren intencionadament defectuoses segons les lleis de protecció del consumidor de Colorado.

## Llegat

### Impacte a Nintendo
La Wii ha estat reconeguda com a part de l'estratègia d'«oceà blau» de Nintendo per diferenciar-se dels seus competidors Sony i Microsoft durant els anys següents. Des de llavors, la Wii s'ha considerat un gran exemple de l'aplicació d'una estratègia d'«oceà blau» efectiva. Mentre Sony i Microsoft continuaven innovant les seves consoles en millores de maquinari per proporcionar més potència computacional i gràfica, Nintendo va dedicar més esforços a desenvolupar maquinari que facilités noves maneres de jugar a jocs. Això es va considerar una part clau de l'èxit de la consola, mesurat per les vendes sobre els seus competidors durant aquella generació de consoles. Tanmateix, Nintendo no va continuar amb aquesta estratègia d'«oceà blau» quan va començar a dissenyar la Wii U, moment en què tant Sony com Microsoft ja comptaven característiques similars de la Wii. Aquests factors van contribuir parcialment a les febles vendes de la Wii U.
Part de l'èxit de la Wii es va atribuir al seu menor cost en comparació amb les altres consoles. Mentre que Microsoft i Sony van tenir pèrdues en la producció de les seves consoles amb l'esperança d'obtenir un benefici a llarg termini en les vendes de programari, Nintendo va optimitzar els costos de producció per obtenir un marge de benefici significatiu amb cada unitat de Wii venuda. Soichiro Fukuda, analista de jocs de Nikko Citigroup, va estimar que el 2007 la producció optimitzada de Nintendo es traduïa en un benefici per cada unitat venuda que oscil·lava entre US$13 al Japó, US$49 als Estats Units i US$74 a Europa. El preu final de la consola en el moment del llançament de US$249,99 la feia comparativament més barata que la Xbox 360 (que havia estat disponible en dos models amb preus de US$299 i US$399) i la llavors futura PlayStation 3 (que també estaria disponible en dos models amb preus de US$499 i US$599). A més, els jocs first-party de Nintendo per a la Wii tenien un preu de venda al públic de US$50, uns US$10 més barats que la mitjana dels jocs dels competidors de Nintendo. Iwata va declarar que van poder mantenir el preu dels jocs més baix perquè la Wii no estava tan centrada en els gràfics d'alta resolució en comparació amb les altres consoles, mantenint així els costos de desenvolupament més baixos, amb una mitjana d'uns US$5 milions per joc en comparació amb els US$20 milions necessaris per desenvolupar jocs per a la Xbox 360 o la PlayStation 3.

### Efectes sobre la salut
La Wii es va comercialitzar com una manera de promoure un estil de vida saludable a través de l'activitat física. S'ha utilitzat en rehabilitació física i els seus efectes sobre la salut s'han estudiat per a diverses afeccions. Els usos més estudiats de la Wii per a la teràpia de rehabilitació són per a ictus, paràlisi cerebral, la malaltia de Parkinson, i per a l’entrenament de l'equilibri. El potencial d'efectes adversos en teràpies de rehabilitació de videojocs (per exemple, per caigudes) no s'ha estudiat bé en data de 2016.
Un estudi publicat al British Medical Journal afirmava que els jugadors de Wii utilitzen més energia que jugant a jocs d'ordinador sedentaris, però jugar a la Wii no era un substitut adequat per a l'exercici regular. Alguns jugadors de Wii han patit lesions musculoesquelètiques conegudes com a Wiiitis, genoll de Wii, colze de Wii (similar al colze de tenista) o nintendinitis a causa del joc repetitiu; s'ha produït un petit nombre de lesions greus, però les lesions són poc freqüents i la majoria són lleus.
El maig de 2010, Nintendo va donar 1,5 milions de dòlars a l’Associació Americana del Cor (AHA). L'AHA va reconèixer a la Wii amb la seva icona Healthy Check, que cobreix la consola i dos dels seus jocs més actius, Wii Fit Plus i Wii Sports Resort.

### Homebrew, hackeig i emulació
La Wii s'ha convertit en un objectiu popular per al Homebrew. Per exemple, alguns projectes han pogut afegir la reproducció de DVD a consoles Wii sense modificar. La Wii també es pot piratejar per permetre que un propietari utilitzi la consola per a activitats no previstes pel fabricant. Hi ha diverses marques que venen xips per a la Wii amb aquesta finalitat.
El Wii Remote també es va convertir en una unitat popular per part del furoners per a altres aplicacions. Com que es connectava a través d'interfícies Bluetooth estàndard, els programadors van poder utilitzar enginyeria inversa per descodificar el protocol de comunicacions i desenvolupar interfícies de programació d'aplicacions per al comandament de Wii per a altres sistemes operatius i, posteriorment, jocs i aplicacions que feien servir el comandament de Wii en altres plataformes. Més pirateigs a nivell de maquinari, normalment desmuntant el Wii Remote i la barra de sensors i reconfigurant els seus components en altres configuracions, van donar lloc a altres aplicacions com el seguiment remot de mans i dits, pissarres digitals i seguiment del cap per a aparells de realitat virtual.
La Wii ha estat un sistema popular per a l’emulació⁣; mentre que l'acte de crear aquests emuladors sense utilitzar les tecnologies propietàries del dispositiu (estratègia coneguda com de «sala blanca») s'ha determinat que és legal, les accions de portar el programari i els jocs del sistema Wii a altres sistemes han estat de legalitat qüestionable i Nintendo ha iniciat activament accions legals contra aquells que distribueixen còpies del seu programari. El projecte Dolphin de codi obert ha pogut emular amb èxit la Wii i la GameCube a partir de diversos anys d'esforços amb una estratègia de sala blanca.

### Música
Joe Skrebels, d'IGN, ha argumentat que el llegat més important i durador de la Wii és el de la música composta per Totaka per a la consola, escrivint: «Els controls de moviment, els Miis i les taules d'equilibri s'han eliminat o disminuït a mesura que Nintendo avançava, però doneu una ullada ràpida a YouTube, TikTok o Twitter, i us garanteixo que no trigareu gaire a sentir una cançó de la Wii. Hi ha versions i mems amb música de la Wii a tot arreu. La música escrita per a la Wii ha cobrat una nova vida com una pedra angular cultural i ha inspirat a gent molt més enllà dels límits de la petita capsa blanca per al qual va ser composta». Michael Andor Brodeur, de The Washington Post, va descriure la música del Canal Mii com «una pedra angular cultural», mentre que Martin Robinson, d’Eurogamer, va qualificar el tema del Canal Botiga Wii com «una cançó tan contagiosa que es va convertir en un mem». Tant el tema del Canal Mii com el tema del Canal Botiga Wii han inspirat versions de jazz.